# 기초
기초(基礎, 영어: foundation)는 구조물에서 힘을 지반으로 전달하여 구조물을 안전하게 지탱하는 기능을 가진 구조를 말한다. 다른 용어로는 하부구조(下部構造)라고도 불리며, 건축물 본체를 상부구조라고 한다. 또 구조물의 기초를 만드는 공사를 기초공사(基礎工事)라고 한다.

## 분류
기초의 관입 깊이를 Df, 기초 면의 단변 길이를 B라 할 때,

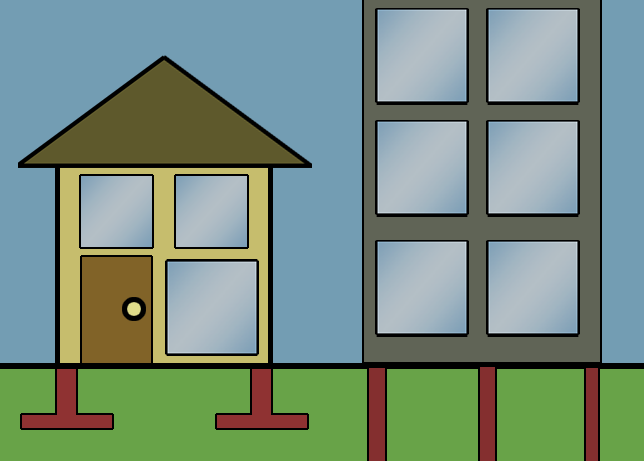
주택의 얕은 기초와 고층 빌딩의 깊은 기초

- 직접 기초(얕은 기초[1]) : {\displaystyle {\frac {D_{f}}{B}}<1}인 기초. 상부 지반이 견고한 경우,[2] 슬래브 형태의 구조물을 통해 지반에 하중을 직접 전달하는 기초를 말한다.[1]

- 푸팅 기초(확대 기초) : 기둥이나 벽의 하단을 확대하여 만든 기초

- 독립 푸팅 기초(individual footing) : 1개의 기둥을 지지하는 확대기초.
- 복합 푸팅 기초(combined footing) : 2개 이상의 기둥을 지지하는 확대기초.
- 연속 푸팅 기초(continuous footing) : '줄 기초'(대상 기초(strip footing))라고도 함. 2020년 발간된 국가건설기준용어집은 '대상 기초' 대신 '줄 기초'를 쓰고 있다.
- 캔틸레버 기초(cantilever or strap footing) : 2개의 독립확대기초를 들보로 연결한 것.

- 전면 기초(mat or raft foundation) : 독립기초에 비해 커다란 하나의 슬래브로 상부구조물을 지지하는 기초 온통기초라고도 한다.

직접 기초(얕은 기초)
- ① 연속 기초 ② 독립 기초
- 전면 기초

- 깊은 기초 : {\displaystyle {\frac {D_{f}}{B}}>1}인 기초. 또는 {\displaystyle {\frac {D_{f}}{B}}\geq 4}인 기초로 정의하기도 한다. 혹은 상부 지반이 견고하지 못한 경우, 말뚝이나 케이슨을 통해 지반에 하중을 전달하는 기초를 말한다.[1][7]

- 말뚝 기초 : 가늘고 긴 말뚝을 항타하여 견고한 지반에 박아 만드는 기초. 말뚝 기초의 경우 지반 지지력 뿐만 아니라, 말뚝 표면에 작용하는 마찰력을 통해서도 구조물을 지탱한다.
- pier 기초 : 지반에 구멍을 파고 콘크리트를 부어 만드는 기초
- 케이슨 기초 : 비교적 크기가 큰 콘크리트 통을 지상에서 제작하여 지반까지 굴착 침하시켜 설치하는 기초

## 접지압
기초에 하중이 작용할 때, 기초 저면에 접하는 지반에 발생하는 반력을 접지압(contact pressure)이라 한다. 접지압은 기초가 강성 기초인지 휨성 기초인지에 따라 1차적으로 다르고, 지반이 모래 지반인지 점토 지반인지에 따라 2차적으로 구분된다. 기초 설계 시에는 대부분 강성기초라 하더라도 등분포 접지압으로 가정하고 설계한다.
- 강성 기초

- 모래 지반 위의 강성 기초 : 중심에서 최대 접지압, 가장자리에서 최소 접지압
- 점토 지반 위의 강성 기초 : 중심에서 최소 접지압, 가장자리에서 최대 접지압

- 휨성(연성) 기초

- 모래 지반 위의 휨성 기초 : 등분포 접지압
- 점토 지반 위의 휨성 기초 : 등분포 접지압

## 직접 기초

### 직접 기초의 파괴 유형
직접 기초의 파괴 유형은 '원형 회전 파괴'와 '흙쐐기 파괴' 두 가지가 있다. 원형 회전 파괴는 주로 점토 지반에서 발생한다. 기초가 불균일하게 침하되면서 전체적으로 회전하는 형상으로 파괴되는
것을 원형 회전 파괴라고 한다. 흙쐐기 파괴는 주로 사질토 지반에서 발생한다. 흙쐐기 파괴는 기초 하부 지반이 가라앉으면서 주위의 흙이 옆으로 밀려나가는 형태로 파괴가 진행되는 것이다.
흙쐐기 파괴는 다시 세 가지로 구분한다. '전반 전단 파괴'(general shear failure)는 지반이 비교적 단단한 경우, 하중이 최대한 높아졌을 때 파괴가 일어나는 것을 의미하며, 기초 부근 전체가 전단 파괴된다. '국부 전단 파괴'(local shear failure)는 일반적인 지반에서 일어난다. 국부 전단 파괴가 일어나면 흙 속에서 일부분 전단 파괴가 일어난다. 지반이 느슨한 경우 '관입 전단 파괴'(punching shear failure)가 일어나는데, 이 경우 기초가 지반 속으로 쏙 빠져버린다.
직접 기초의 파괴 유형
- 원형 회전 파괴
- 관입 전단 파괴

### 지지력

#### 허용 지지력
기초의 허용 지지력{\displaystyle q_{a}}은 극한 지지력{\displaystyle q_{u}}을 안전율{\displaystyle F_{s}}로 나눈 값이다. 기초의 지지력에 대한 안전율은 일반적으로 {\displaystyle F_{s}=3}을 사용하나, 구조물의 중요도나 기타 상황에 따라서 안전율을 다르게 할 수 있다.
{\displaystyle q_{a}={\frac {q_{u}}{F_{s}}}}
안전율은 정해져 있는 값이다. 구조물의 형식에 따라, 또는 구조물의 설계를 요구한 기관에 따라 달라질 수 있다. 안전율을 적용하는 것의 의미는 이렇다. 예를 들어 지반 조건에 맞게 어떠한 방법으로 극한지지력 qu를 계산하여 3t/m2이 나왔다고 하자. 이것은 기초 아래의 지반이 받을 수 있는 최대의 지지력이 3t/m2이라는 의미이다. 이 값을 기준으로 기초설계를 하고, 시공을 한다면 어떨까? 설계자가 예측하지 못한 변수나, 현장의 조건 변화 등의 예기치 못한 이유로 3t/m2을 초과하는 압력이 생긴다면, 지반은 버티지 못하고 파괴될 것이다. 이런 이유로 안전율 Fs = 3 등을 주는 것이다. 극한지지력 qu를 3으로 나눈다면 값은 작아진다.
{\displaystyle q_{a}={\frac {q_{u}}{F_{s}}}={\frac {3t/m^{2}}{3}}=1t/m^{2}}
즉 실제로는 지반이 3t/m2을 받을 수 있다고 치더라도, 지반이 1t/m2만큼만 압력을 받게끔 설계를 해버리는 것이다. 이렇게 한다면 만일 1t/m2을 초과하는 압력(예를 들어 2t/m2)이 예측하지 못한 상황으로 가해지더라도, 지반은 사실 3t/m2에서 파괴가 일어나기 때문에 안전하게 된다.
지진 시의 안전율은 평상시의 안전율보다 값이 작다.
허용 하중{\displaystyle Q_{a}}은 허용 지지력{\displaystyle q_{a}}에 면적 A를 곱한 것과 같다.
{\displaystyle Q_{a}=q_{a}\cdot A}

#### 극한 지지력
지반이 최대로 버틸 수 있는 지지력을 극한 지지력(ultimate bearing capacity)이라고 한다.

##### 테르자기의 극한 지지력 공식
테르자기는 기초 아래의 지반이 흙쐐기 파괴(전반 전단 파괴)된다고 가정하고 기초 아래 지반의 파괴 영역을 나눠서 극한 지지력을 유도하였다. 극한 지지력 공식은 다음과 같다. 우변의 첫 항은 점착력에 의한 지지력, 둘째 항은 마찰에 의한 지지력, 셋째 항은 흙덮개 토압(지반 위 상재하중)에 의한 지지력이다.
{\displaystyle q_{u}=\alpha \cdot c\cdot N_{c}+\beta \cdot \gamma _{1}\cdot B\cdot N_{\gamma }+\gamma _{2}\cdot D_{f}\cdot N_{q}}
여기서 {\displaystyle N_{c},N_{\gamma },N_{q}} : 지지력 계수(내부마찰각 {\displaystyle \phi }의 함수)
{\displaystyle N_{c}=(N_{q}-1)\cot \phi }
{\displaystyle N_{\gamma }={\frac {1}{2}}\left({\frac {K_{p\gamma }}{\cos ^{2}\phi }}-1\right)\tan \phi }
{\displaystyle N_{q}={\frac {exp\left[2\left({\frac {3\pi }{4}}-{\frac {\phi }{2}}{\frac {\pi }{180^{\circ }}}\right)\tan \phi \right]}{2\cos ^{2}\left(45^{\circ }+{\frac {\phi }{2}}\right)}}}
{\displaystyle K_{p\gamma }=3\tan ^{2}\left(45^{\circ }+{\frac {\phi +33^{\circ }}{2}}\right)}
{\displaystyle \alpha ,\beta } : 기초의 형상 계수
c : 기초 저면 흙의 점착력
{\displaystyle \gamma _{1}} : 기초 저면 흙의 단위 중량
{\displaystyle \gamma _{2}} : 근입 깊이 흙의 단위 중량
B : 구형의 단변 길이
{\displaystyle D_{f}} : 근입 깊이
만약 전반 전단 파괴가 아닌 국부 전단 파괴인 경우에는 식을 다음과 같이 수정하여 사용한다.
{\displaystyle c'={\frac {2}{3}}c}
{\displaystyle \phi '=\tan ^{-1}\left({\frac {2}{3}}\tan \phi \right)}
여기서 c, Φ는 전반전단파괴 시의 값이다.

###### 기초의 형상 계수
기초의 형상 계수 {\displaystyle \alpha ,\beta }는 기초의 형태에 따라 달라지며, 다음 값을 사용한다. 이때 B는 구형의 단변 길이, L은 구형의 장변 길이이다.
| 형상 계수               | 연속 기초 | 정사각형 기초 | 원형 기초 | 직사각형 기초 (장방형 기초)           |
| ----------------------- | --------- | ------------- | --------- | ------------------------------------- |
| {\displaystyle \alpha } | 1.0       | 1.3           | 1.3       | {\displaystyle 1.0+0.3{\frac {B}{L}}} |
| {\displaystyle \beta }  | 0.5       | 0.4           | 0.3       | {\displaystyle 0.5-0.1{\frac {B}{L}}} |

##### Meyerhof의 일반적인 극한 지지력 공식
1963년 Meyerhof는 테르자기의 식{\displaystyle \left(q_{u}=\alpha cN_{c}+qN_{q}+\beta \gamma _{1}BN_{\gamma }\right)}에서 기초 형상에 따른 영향, 기초 근입 깊이에 따른 영향, 경사하중의 영향까지 고려한 식을 제시하였다.
{\displaystyle q_{u}=cN_{c}I_{cs}I_{cd}I_{ci}+qN_{q}I_{qs}I_{qd}I_{qi}+{\frac {1}{2}}\gamma _{1}BN_{\gamma }I_{\gamma s}I_{\gamma d}I_{\gamma i}}
q : 상재하중
{\displaystyle I_{(\cdot )s}} : 형상계수
{\displaystyle I_{(\cdot )d}} : 깊이계수
{\displaystyle I_{(\cdot )i}} : 경사하중계수
{\displaystyle N_{q}=\tan ^{2}\left(45^{\circ }+{\frac {\phi }{2}}\right)e^{\pi \tan \phi }}
{\displaystyle N_{c}=(N_{q}-1)\cot \phi }
{\displaystyle N_{\gamma }=2(N_{q}+1)\tan \phi }
형상 계수는 다음 식들로 구한다.
{\displaystyle I_{cs}=1+{\frac {B}{L}}{\frac {N_{q}}{N_{c}}}}
{\displaystyle I_{qs}=1+{\frac {B}{L}}\tan \phi }
{\displaystyle I_{\gamma s}=1-0.4{\frac {B}{L}}}
깊이 계수는 {\displaystyle D_{f}\leq B}인 경우
{\displaystyle I_{cd}=1+0.4{\frac {D_{f}}{B}}}
{\displaystyle I_{qd}=1+2(\tan \phi )(1-\sin \phi )^{2}{\frac {D_{f}}{B}}}
{\displaystyle I_{\gamma d}=1.0}
{\displaystyle D_{f}>B}인 경우(여기서 {\displaystyle \tan ^{-1}\left({\frac {D_{f}}{B}}\right)}는 라디안 단위)
{\displaystyle I_{cd}=1+0.4\tan ^{-1}\left({\frac {D_{f}}{B}}\right)}
{\displaystyle I_{qd}=1+2(\tan \phi )(1-\sin \phi )^{2}\tan ^{-1}\left({\frac {D_{f}}{B}}\right)}
{\displaystyle I_{\gamma d}=1.0}
경사하중계수는 i를 경사하중과 연직면이 이루는
각도라 할 때, 
{\displaystyle I_{ci}=I_{qi}=\left(1-{\frac {i^{\circ }}{90^{\circ }}}\right)^{2}}
{\displaystyle I_{\gamma i}=\left(1-{\frac {i^{\circ }}{\phi ^{\circ }}}\right)^{2}}

##### 지하수가 존재하는 경우의 극한 지지력
지하수가 존재하는 경우 상재하중 q나 단위중량 γ를 적절하게 바꾸어주어야 한다. 그 이유는 지하수가 있을 때 수압이 차지하는 부분은 전단저항을 할 수 없기 때문이다. 지하수위가 기초 저면의 위에 있는지, 아래에 있는지에 따라 1차적으로 다르며, 기초 저면 아래에 지하수위가 있더라도 기초 저면 이하 B만큼의 깊이에 있는지, B보다 깊은 깊이에 있는지에 따라 2차적으로 다르다.

###### 지하수위가 지표면과 기초저면 사이에 있는 경우
상재하중 q (= {\displaystyle \gamma _{2}D_{f}})를 바꾸어준다. D1을 지표면에서 지하수위까지의 깊이, D2를 지하수위에서 기초 저면까지의 깊이, γ2를 지표면에서 지하수위까지 있는 흙의 습윤 단위중량,  {\displaystyle {\gamma _{2}}'(=\gamma _{sat2}-\gamma _{w})}을 지하수위 이하 흙의 유효 단위중량(포화 단위중량에서 물의 단위중량만큼 뺀 것)이라고 하면 상재하중 q는 다음 식으로 변경한다.
{\displaystyle q=\gamma _{2}D_{1}+{\gamma _{2}}'D_{2}}
또한 Meyerhof의 일반적인 극한 지지력 공식에서 기초 저면 아래의 흙 단위중량 γ1을 흙만이 받는 단위중량인 유효 단위중량 γ1'으로 바꾸어준다.

###### 지하수위가 기초저면 이하 B 깊이 이내에 있는 경우
기초 저면 아래의 흙 단위중량 γ1을 평균 단위중량 γavg로 바꾸어준다.
{\displaystyle \gamma _{avg}B={\gamma _{1}}'(B-d)+d\gamma _{1}}
{\displaystyle \gamma _{avg}={\gamma _{1}}'+{\frac {d}{B}}(\gamma _{1}-{\gamma _{1}}')}

###### 지하수위가 기초저면 이하 B 깊이보다 깊은 곳에 있는 경우
이 경우 지하수위가 기초의 지지력에 영향을 미치지 못한다. 따라서 기존의 Meyerhof의 일반적인 극한 지지력 공식을 사용하면 된다.

##### 편심하중을 받는 기초의 접지압과 극한 지지력
기초의 중심에서 편심 {\displaystyle e\left(={\frac {M}{P}}\right)}만큼 떨어진 곳에 P의 하중이 작용하는 경우 또는 기초의 중심에 P의 하중이 작용하고 M의 휨 모멘트까지 작용하는 경우 극한 지지력이 달라진다.
- 접지압 변화

접지압 분포는 등분포가 아니라 사다리꼴로 변화하게 된다. 이때의 최대 접지압과 최소 접지압은 다음과 같다.
{\displaystyle q_{max}={\frac {P}{BL}}+{\frac {6M}{B^{2}L}}={\frac {P}{BL}}\left(1+{\frac {6e}{B}}\right)}
{\displaystyle q_{min}={\frac {P}{BL}}-{\frac {6M}{B^{2}L}}={\frac {P}{BL}}\left(1-{\frac {6e}{B}}\right)}
만약 {\displaystyle e>{\frac {B}{6}}}라면 흙이 인장력을 받아 접지압이 0인 부분이 생기므로 최대 접지압은 다음 식으로 나타난다.
{\displaystyle q_{max}={\frac {4P}{3L(B-2e)}}}
- 극한 지지력 변화

Meyerhof의 일반적인 극한 지지력 공식에서 B, L에 의해 변하는 값들을 바꾸어주어야 한다. 우선 B와 L은 편심으로 인한 기초의 유효폭 B', L'으로 바꾸어준다. 기초의 중심에서 단변 방향으로 eB, 장변 방향으로 eL만큼 편심된 경우 유효폭은
{\displaystyle B'=B-2e_{B}}
{\displaystyle L'=L-2e_{L}}
Meyerhof의 일반적인 극한 지지력 공식에서 형상계수는 유효폭 B', L'을 사용해서 구하고, 깊이계수는 그대로 B, L을 사용해 구한다. 이렇게 극한지지력을 구했다면 극한 하중 Qu는 유효폭을 이용해서 구한다.
{\displaystyle Q_{u}=q_{u}\cdot B'\cdot L'}
이외에 다층 지반으로 이루어진 경우의 극한지지력, 경사면에 설치되는 기초의 극한지지력, 화강풍화토에서의 극한 지지력이 서로 다른 방법으로 구해진다.

##### Meyerhof의 사질토 극한 지지력 공식
Meyerhof에 따르면 사질토의 경우 극한 지지력을 다음과 같이 구할 수 있다. N을 표준관입시험치라고 하면,
{\displaystyle q_{u}=3NB(1+{\frac {D_{f}}{B}})}

#### 순극한지지력
순극한지지력(net ultimate bearing capacity)은 극한지지력에서 흙의 무게에 의한 압력을 뺀 값이다.
{\displaystyle q_{u(net)}=q_{u}-q=q_{u}-\gamma D_{f}}
순허용지지력은 순극한지지력을 안전율로 나눈 값이다.
{\displaystyle q_{a(net)}={\frac {q_{u(net)}}{FS}}}

### 직접 기초의 침하
연속 기초 혹은 독립 기초의 침하량 S는 qnet을 기초에 작용하는 순하중, E를 지반의 탄성계수, μ를 지반의 포아송 비, I를 영향계수(기초 형상, 근입 깊이에 따른 값)라고 하면 다음과 같다.
{\displaystyle S={\frac {q_{net}B(1-\mu ^{2})}{E}}I}
기초의 침하량에 영향을 미치는 변수들을 살펴보면 다음과 같다.
- 기초 면적이 클수록 접지압은 작아지나{\displaystyle \left(q={\frac {P}{BL}}\right)} 침하랑은 커진다.
- 연성 기초의 경우 접지압은 면적에 대해 일정한 분포를 가지나, 침하량은 중심부가 크고 가장자리가 작다.[43]
- 콘크리트 기초같은 강성 기초의 경우 접지압은 면적에 대해 일정치 않으나, 침하량은 일정하다.[43]
- 기초가 파묻혀 있는 경우가 지표면 위에 있는 경우보다 침하량이 작다.
- 지반의 탄성 계수 E가 침하량에 가장 큰 영향을 미친다.

#### 즉시침하와 압밀침하
모래 지반과 건조 점토 지반은 즉시침하(탄성침하)가 전체침하와 같다. 하지만 포화 점토 지반은 즉시침하와 압밀침하를 더해야 전체침하가 된다. 즉시침하는 다음과 같이 계산한다. Eu가 비배수 상태에서의 탄성계수, μu를 지반의 비배수 상태에서 포아송 비라고 하면,
{\displaystyle S_{i}={\frac {q_{net}B(1-\mu _{u}^{2})}{E_{u}}}I}
이때 {\displaystyle E_{u}={\frac {\Delta \sigma _{d}}{\epsilon _{z}}},\mu _{u}=-{\frac {\epsilon _{x}}{\epsilon _{z}}}=0.5}이며 삼축 압축 실험 중 비배수 실험을 통해 구한다. 축차응력 {\displaystyle \Delta \sigma _{d}=\sigma _{1}-\sigma _{3}}이고, εx는 횡방향 변형률, εz는 연직방향 변형률이다.
정규압밀점토에서 압밀침하는 Cc는 압축지수, Δσ는 연직응력의 증가량이라 할 때,
{\displaystyle S_{c}={\frac {C_{c}H}{1+e_{0}}}\log {\frac {\sigma _{0}'+\Delta \sigma }{\sigma _{0}'}}}
한편 배수 조건에서의 지반 정수 E'과 μ'을 구할 수 있다면 포화 점토 지반이라고 하더라도 즉시침하와 압밀침하를 따로 구할 필요 없이 다음 식으로 전체 침하량을 구할 수 있다.
{\displaystyle S={\frac {q_{net}B(1-\mu '^{2})}{E'}}I}
압밀 배수 삼축압축시험에서 {\displaystyle E'={\frac {\Delta \sigma _{d}}{\epsilon _{z}}},\mu '=-{\frac {\epsilon _{x}}{\epsilon _{z}}}}이다.

#### 탄성침하 공식
근입 깊이 {\displaystyle D_{f}=0}이고, 기초저면에서 암반까지의 거리가 무한대라고 가정할 때 탄성침하량(즉시침하량)은 다음 식들로 나타난다. 모래 지반에서는 이 값이 전체 침하량이고 포화 점토지반에서는 즉시침하량을 의미한다.
연성기초 모서리에서의 침하
{\displaystyle S={\frac {q_{net}B(1-\mu ^{2})}{E}}{\frac {I}{2}}}
연성기초 중심부 침하
{\displaystyle S={\frac {q_{net}B(1-\mu ^{2})}{E}}I}
연성기초 평균 침하
{\displaystyle S={\frac {q_{net}B(1-\mu ^{2})}{E}}I_{avg}}
강성기초 침하
{\displaystyle S={\frac {q_{net}B(1-\mu ^{2})}{E}}I_{rig}}
근입 깊이 {\displaystyle D_{f}\neq 0}인 경우는 근입 깊이에 따른 수정계수 CDf를 최종적으로 곱해서 침하량을 계산한다. 이 수정계수는 포아송 비 μ, 기초의 단변 길이(B)와 장변 길이(L), 근입 깊이 Df의 함수로 나타난다.

### 전면기초
전면기초의 극한지지력은 Meyerhof의 극한 지지력 공식을 똑같이 사용하면 구할 수 있다. 전면기초는 근입깊이 Df인 경우 γDf만큼 흙을 파내기 때문에 전면기초가 받는 순하중은 다음 식으로 나타난다.
{\displaystyle {\begin{matrix}q_{net}&=&q-\gamma D_{f}\\&=&{\frac {P}{A}}-\gamma D_{f}\\&=&{\frac {P}{BL}}-\gamma D_{f}\end{matrix}}}
여기서 P는 상부구조물 전체 설계하중으로, 하중계수를 고려하지 않는 고정하중과 활하중의 합(D+L)이다. 상부구조물에 지하실을 설치하는 경우 순하중이 감소되는 효과가 있다. 전면기초의 침하량은 이 때문에 문제시되지 않는 경우가 일반적이다. 전면기초는 한편 독립기초에 비해 크기가 크기 때문에 강성기초로 작용하게 하기 위해서는 기초의 두께가 커야한다는 특징이 있다. 지하실을 추가함으로써 순하중을 감소시켜(qnet=0) 침하를 줄인 기초를 보상기초(compensated foundation) 또는 부동기초(floating foundation)라고 한다.

## 깊은 기초

### 말뚝 기초

#### 말뚝에 작용하는 하중
말뚝에 작용하는 하중은 축하중과 수평하중이 있다. n개의 말뚝으로 이루어진 말뚝기초에서 말뚝 하나가 받는 축하중은 다음 식으로 구한다. 축하중을 계산할 때는 편심하중이나 수평하중으로 인해 말뚝기초 상단의 확대기초(파일 캡)에 모멘트가 작용하기 때문에 각 말뚝이 받는 축하중은 단순히 전체 연직하중 P를 말뚝 개수 n으로 나눈 것이 아니다. i번째 말뚝이 받는 축하중을 Pi라 할 때,
{\displaystyle P_{i}={\frac {P}{n}}\pm {\frac {M_{y}}{\Sigma {x_{i}}^{2}}}x_{i}\pm {\frac {M_{x}}{\Sigma {y_{i}}^{2}}}y_{i}}
P : 연직하중의 합력(사하중 + 활하중)
Mx, My : x축, y축에 대한 모멘트(편심하중에 의한 모멘트는 각 축에서 편심하중 P까지의 수직거리를 곱해준다)
xi, yi : i번째 말뚝에서 x, y축까지의 거리
각 말뚝이 받는 수평하중은 기초에 작용하는 수평하중 H를 말뚝 개수 n으로 나눠주면 된다.
{\displaystyle H_{i}={\frac {H}{n}}}
상부구조물에 작용하는 수평하중이 말뚝에 전달되는 경우는 주동말뚝이라고 하고, 말뚝 주변 지반 변형이 말뚝에 하중으로 작용되는 경우는 수동말뚝이라고 한다.

#### 지지력

##### 말뚝의 지지력
말뚝의 축방향 극한 지지력 Qu는 말뚝 극한 선단지지력 Qp와 극한주면마찰저항력 Qs의 합과 같다.
{\displaystyle Q_{u}=Q_{p}+Q_{s}}
말뚝의 지지력을 구하는 공식에는 동역학적 지지력 공식과 정역학적 지지력 공식이 있다. 사질토 지반에는 동역학적 지지력 공식이 적합하고, 점성토 지반에는 정역학적 지지력 공식을 사용한다.

###### 동역학적 지지력 공식
동역학적 지지력 공식은 엔지니어링 뉴스(Engineering News) 공식, 샌더(Sander) 공식, Hiley 공식, Weisbach 공식이 있다.
엔지니어링 뉴스(Engineering News) 공식
해머의 중량 {\displaystyle W_{H}}, 해머 낙하고 H(cm), 타격 당 말뚝의 평균 관입량 S(cm), 안전율 Fs라 할 때
극한 지지력 {\displaystyle R_{u}={\frac {W_{H}\cdot H}{S+C}}}
허용 지지력 {\displaystyle R_{a}={\frac {R_{u}}{F_{s}}}={\frac {W_{H}\cdot H}{6(S+C)}}}
- C : 손실상수
  - 단동식 증기 해머 0.254cm
  - drop hammer 2.54cm

샌더(Sander) 공식
극한 지지력 {\displaystyle R_{u}={\frac {W_{H}\cdot H}{S}}}
허용 지지력 {\displaystyle R_{a}={\frac {R_{u}}{F_{s}}}={\frac {W_{H}\cdot H}{8S}}}

###### 정역학적 지지력 공식
정역학적 지지력 공식에는 Dörr 공식, 테르자기(Terzaghi) 공식, Meyerhof 공식, Dunham 공식이 있다.
극한 선단지지력
말뚝의 극한 선단지지력 Qp는 단위면적당 극한선단지지력(단위선단지지력)을 qp, 선단부 내부가 흙으로 완전히 채워졌다고 가정하는 경우의 말뚝 저부 면적을 Ab라 할 때 다음과 같다.
{\displaystyle Q_{p}=q_{p}A_{b}}
단위 선단지지력 qp는 얕은 기초의 극한 지지력 공식 {\displaystyle q_{u}=cN_{c}^{*}+qN_{q}^{*}+{\frac {1}{2}}\gamma _{1}BN_{\gamma }^{*}}에서 기초 단변 길이 B를 말뚝 직경 D로 바꾼 식을 사용한다. *가 붙은 지지력 계수들은 형상계수, 깊이계수, 경사하중 계수를 모두 고려한 지지력 계수임을 의미한다. 말뚝 직경 D는 크지 않으므로 세 번째 항을 무시할 수 있고 q는 유효상재압력 σv'을 사용하므로 식은 다음과 같이 된다.
{\displaystyle q_{p}=cN_{c}^{*}+\sigma _{v}'N_{q}^{*}}
사질토인 경우, c=0이므로 단위선단지지력 {\displaystyle q_{p}={\sigma _{v}}'N_{q}^{*}}이다. 말뚝이 타입 말뚝인지 현장 타설 말뚝인지에 따라 Nq*가 달라진다. 단위선단지지력은
말뚝 깊이가 깊어질수록 σv'의 증가에 따라 커지나, 말뚝 직경 D의 20배까지의 한계깊이 이하에서는 일정하다. 즉 {\displaystyle \sigma _{v}'\leq \gamma '(20D)}를 한계로 한다.
포화된 점토에서 비배수 조건인 경우 {\displaystyle \phi _{u}=0}이므로 {\displaystyle q_{p}=c_{u}N_{c}^{*}}이다. cu는 점토의 비배수 전단강도이다. 관입비가 4 이상인 정방 기초 혹은 원형 기초는 Nc*=9이다. 따라서 {\displaystyle q_{p}=9c_{u}}이다.
극한 주면마찰저항력
말뚝의 주면마찰저항력 Qs는 다음 식으로 나타난다.
{\displaystyle Q_{s}=\Sigma p\Delta L\cdot f_{s}}
p : 말뚝 단면의 윤변
ΔL : p와 fs가 일정한 곳에서 말뚝의 길이
fs : 깊이 z에서의 단위 주면마찰저항력
fs는 흙과 구조체의 전단강도 식으로, 다음과 같이 구한다.
{\displaystyle {\begin{aligned}f_{s}&=c_{a}+{\sigma _{n}}'\tan \delta \\&=c_{a}+K_{s}{\sigma _{v}}'\tan \delta \\\end{aligned}}}
ca : 말뚝과 주변 흙 사이의 부착력
δ : 말뚝과 주변 흙 사이의 벽면마찰각
Ks : 말뚝면에 작용하는 토압계수
사질토의 단위 주면마찰저항력은 ca=0이므로 {\displaystyle f_{s}=K_{s}{\sigma _{v}}'\tan \delta }이다. 선단지지력과 마찬가지로 깊이가 깊어질수록 주면마찰저항력이 커지다가 말뚝 직경 D의 20배까지의 한계깊이 이하에서는 일정해진다. 즉 {\displaystyle \sigma _{v}'\leq \gamma '(20D)}를 한계로 한다. 토압계수 Ks는 말뚝이 타입 말뚝인지 굴착 말뚝인지에 따라 달라진다. 벽면마찰각 δ는 말뚝의 재료에 따라 달라진다.
점토의 단위 주면마찰저항력은 전응력 해석법인 α계수법과 유효응력 해석법인 β계수법을 통해 구한다.
α계수법은 비배수 전단강도 cu를 사용하며, Φu=0이므로 δ=0이 되어 {\displaystyle f_{s}=c_{a}=\alpha \cdot c_{u}} 식으로 점토의 단위 주면마찰저항력을 구한다. 여기서 α는 부착력 계수이다.
β계수법은 포화 점토지반에 말뚝을 타입하고 지반에 과잉간극수압이 발생하며 점토가 교란되었다가 과잉간극수압이 소산된 후, 재성형된 점토에 대해 유효응력을 이용하여 해석하는 방법이다. 저항력은 다음 식으로 구한다.
{\displaystyle {\begin{aligned}f_{s}&={c_{r}}'+{\sigma _{n}}'\tan {\phi _{r}}'\\&={c_{r}}'+K_{s}{\sigma _{v}}'\tan {\phi _{r}}'\\\end{aligned}}}
cr' : 재성형된 점토의 점착력
Ks : 토압계수(보통 정지토압계수){\displaystyle ={\begin{cases}1-\sin \phi _{r}'&{\text{정 규 압 밀 점 토 인  경 우}}\\(1-\sin \phi _{r}'){\sqrt {OCR}}&{\text{과 압 밀 점 토 인  경 우}}\end{cases}}}
Φr' : 재성형된 점토의 내부마찰각
재성형된 점토의 점착력{\displaystyle c_{r}'\approx 0}이므로 식은 다음처럼 간략화된다.
{\displaystyle f_{s}=K_{s}\sigma _{v}'\tan \phi _{r}'}
여기서 {\displaystyle \beta =K_{s}\tan \phi _{r}'}이므로 {\displaystyle f_{s}=\beta \sigma _{v}'}이다.

##### 군항의 지지력
하나의 말뚝을 단항이라 한다면, 여러 개의 말뚝은 군항 또는 무리말뚝(group pile)이라 한다. 일반적으로 말뚝은 여러개를 박는다. 말뚝이 여러 개 박혀있을 때 지지력을 감소시킬지(군항으로 볼지) 감소시키지 않을지(단항의 집합으로 볼지)는 아래 식으로 정한다.
{\displaystyle S<1.5{\sqrt {rL}}}
- r : 말뚝 반경

- L : 말뚝 길이

군항의 허용 지지력 {\displaystyle R_{ag}}은 단순히 단항의 허용 지지력{\displaystyle R_{a}}에 말뚝 개수 N을 곱한 것이 아니라, 말뚝부터의 지중 응력이 중복되기 때문에 말뚝 한 개당 지지력이 약화되므로, 별도의 식을 이용해야 한다. 무리말뚝의 효율을 E라고 한다면 다음과 같이 구할 수 있다.
{\displaystyle R_{ag}=E\Sigma R_{a}}
마찰말뚝의 경우 극한지지력을 이용하여 식을 나타낸다면
{\displaystyle Q_{ug}=E\Sigma Q_{u}}
단일 말뚝의 주면 마찰저항력 Qu는 p가 윤변, L이 말뚝 길이, {\displaystyle f_{s(avg)}}가 평균 단위주면마찰저항력이라 할 때,
{\displaystyle Q_{u}=pLf_{s(avg)}}
블록으로 작용하는 경우 주면마찰저항력 Qug는 m이 말뚝의 열수, n은 한개 열의 말뚝 수라 할 때,
{\displaystyle {\begin{aligned}Q_{ug}&=p_{g}Lf_{s(avg)}\\&=\left[2(m-1+n-1)S+8{\frac {D}{2}}\right]Lf_{s(avg)}\\&=[2(m+n-2)S+4D]Lf_{s(avg)}\end{aligned}}}
{\displaystyle {\begin{aligned}\therefore E&={\frac {Q_{ug}}{\Sigma Q_{u}}}={\frac {[2(m+n-2)S+4D]Lf_{s(avg)}}{mnpLf_{s(avg)}}}\\&={\frac {2(m+n-2)S+4D}{mnp}}\end{aligned}}}
군항의 효율 E는 Converse-Labarre의 저감식을 통해서도 계산할 수 있다.
{\displaystyle E=1-\phi {\frac {(m-1)n+(n-1)m}{90mn}}}
{\displaystyle \phi =tan^{-1}{\frac {D}{S}}}
D : 말뚝의 직경, S : 말뚝 중심간의 간격
사질토에 타입된 마찰말뚝이나, 암반에 근입된 마찰말뚝은 효율 E를 1로 한다. 반면 사질토나 점토에 매입된 말뚝은 위 식에 따라 무리말뚝의 효율이 달라지게 된다. 특히 점토지반에 근입된 무리말뚝의 극한지지력 Qug는 다음 두 값 중 작은 값을 선택한다. 여기서 cu(b)는 말뚝 저면의 점토층 비배수전단강도이다.
- 단일말뚝의 극한지지력 Qu총합{\displaystyle (\Sigma Q_{u}=mn(Q_{p}+Q_{s})=mn(q_{p}A_{b}+\Sigma f_{s}A_{s}=mn(9c_{u(b)}A_{b}+\Sigma \alpha c_{u}pL)}
- 무리말뚝의 영역을 블록으로 봤을 때의 극한지지력{\displaystyle (Q_{ug}=Q_{pg}+Q_{sg}=q_{p}A_{b}+\Sigma c_{u}p_{g}\Delta L=c_{u(b)}N_{c}^{*}(B_{g}\cdot L_{g})+\Sigma c_{u}\cdot 2(B_{g}+L_{g})\Delta L)}

##### 부마찰력
말뚝 기초는 선단 지지력과 주면 마찰력에 의해 상부 하중을 지반에 전달한다. 그러나 주변 지반이 말뚝보다 더 많이 침하하여 상향으로 작용해야 하는 주면 마찰력이 아래쪽으로 작용하는 경우가 생기는데 이때의 마찰력을 부마찰력(negative friction; {\displaystyle R_{nf}}) 또는 부주면마찰력이라 한다. 부마찰력은 말뚝을 아래쪽으로 끌어내린다.
{\displaystyle R_{nf}=U\cdot l_{c}\cdot f_{s}}
U : 말뚝의 주변장{\displaystyle (U=\pi D)} (D : 말뚝 직경)
{\displaystyle l_{c}} : 관입 깊이
{\displaystyle f_{s}} : 말뚝의 평균 마찰력 또는 일축 압축 강도의 절반값({\displaystyle f_{s}={\frac {q_{u}}{2}}})

###### 부마찰력의 특징
- 부마찰력 발생 시 말뚝의 지지력은 감소
- 연약한 점토에서 부마찰력은 상대 변위의 속도가 느릴수록 작고, 빠를수록 크다.

###### 부마찰력의 발생
- 압밀층을 관통하여 견고한 지반에 말뚝을 박는 경우 발생
- 연약 지반을 관통하여 말뚝을 박고 그 위에 성토하는 경우 발생
- 연약 지반을 관통하여 견고한 지반에 말뚝을 박는 경우 발생

## 같이 보기
- 기초공학
- 케이슨 : 깊은 기초의 일종
- 옹벽

## 참고 문헌
- 임진근, 정대석, 허경한, 이동현 (2015). 《토목기사 과년도 - 토질 및 기초》. 성안당. ISBN 978-89-315-6811-0.
- 이인모 (2015). 《기초공학의 원리》. 씨아이알. ISBN 979-11-5610-063-8.
- 권호진, 김동수, 박준범, 정성교 (2015). 《기초공학》 2판. 구미서관. ISBN 978-89-8225-5854.

케이슨 기초

- 박영태 (2019). 《토목기사 실기》. 세진사.